# Gingoog
Gingoog è una città componente delle Filippine, situata nella Provincia di Misamis Oriental, nella Regione del Mindanao Settentrionale.
Gingoog è formata da 79 baranggay:
- Agay-ayan
- Alagatan
- Anakan
- Bagubad
- Bakidbakid
- Bal-ason
- Bantaawan
- Barangay 1 (Pob.)
- Barangay 2 (Pob.)
- Barangay 3 (Pob.)
- Barangay 4 (Pob.)
- Barangay 5 (Pob.)
- Barangay 6 (Pob.)
- Barangay 7 (Pob.)
- Barangay 8 (Pob.)
- Barangay 9 (Pob.)
- Barangay 10 (Pob.)
- Barangay 11 (Pob.)
- Barangay 12 (Pob.)
- Barangay 13 (Pob.)
- Barangay 14 (Pob.)
- Barangay 15 (Pob.)
- Barangay 16 (Pob.)
- Barangay 17 (Pob.)
- Barangay 18 (Pob.)
- Barangay 18-A (Pob.)
- Barangay 19 (Pob.)

- Barangay 20 (Pob.)
- Barangay 21 (Pob.)
- Barangay 22 (Pob.)
- Barangay 22-A (Pob.)
- Barangay 23 (Pob.)
- Barangay 24 (Pob.)
- Barangay 24-A (Pob.)
- Barangay 25 (Pob.)
- Barangay 26 (Pob.)
- Binakalan
- Capitulangan
- Daan-Lungsod
- Dinawehan
- Eureka
- Hindangon
- Kalagonoy
- Kalipay
- Kamanikan
- Kianlagan
- Kibuging
- Kipuntos
- Lawaan
- Lawit
- Libertad
- Libon
- Lunao

- Lunotan
- Malibud
- Malinao
- Maribucao
- Mimbuntong
- Mimbalagon
- Mimbunga
- Minsapinit
- Murallon
- Odiongan
- Pangasihan
- Pigsaluhan
- Punong
- Ricoro
- Samay
- San Jose
- San Juan
- San Luis
- San Miguel
- Sangalan
- Santiago
- Tagpako
- Talisay
- Talon
- Tinabalan
- Tinulongan